# Sepanggar
Sepanggar est un village de Malaisie qui se trouve dans l'État du Sabah dans le district de Kota Kinabalu.